# 天空の結婚式
『天空の結婚式』（てんくうのけっこんしき、Puoi baciare lo sposo）は2018年のイタリアのロマンティック・コメディ映画。
監督はアレッサンドロ・ジェノヴェージ、出演はクリスティアーノ・カッカモとサルヴァトーレ・エスポジトなど。
イタリアの観光地チヴィタ・ディ・バーニョレージョを舞台に、同性結婚を決めたゲイカップルと親世代のギャップを描いている。
原作は2003年にオフ・ブロードウェイで初上演された舞台劇『My Big Gay Italian Wedding』。

## ストーリー
ベルリンで俳優を目指しているイタリア人青年アントニオは、同棲中の同性の恋人パオロにプロポーズし、2人は婚約する。パオロのたっての希望により、アントニオは復活祭で帰省する際にパオロを連れて行き、両親にゲイであることをカミングアウトするとともに婚約を報告することになる。帰省には家主の裕福な女性ベネデッタと同居人になったばかりの中年男性ドナートも同行する。ドナートは自らの女装癖がもとで妻子から家を追い出されて以来、情緒不安定となり、1人で留守番をするように頼まれただけで手首を切り付けるような状態だったため、パオロたちが仕方なく連れてきたのである。
歴史ある小さな村チヴィタ・ディ・バーニョレージョの実家に帰ったアントニオは早速パオロとの婚約を両親に報告する。ゲイであることに薄々気づいていた母アンナは戸惑いつつも婚約を祝福する。しかし、アンナの実家があるこの村で村長を務める父ロベルトは、難民の受け入れを積極的に進めるなど、寛容でリベラルな人物だが、それでも息子がゲイである事実を受け入れることができない。そんなロベルトにアンナは息子の結婚を認めないのであれば家を出ていけと言い放つ。そして、アントニオとパオロに対し、結婚を認めるにあたって条件を出す。それは、この村で結婚式を挙げること、テレビ番組で有名なウェディングプランナーのエンツォ・ミッチョに式をコーディネートしてもらって盛大に執り行うこと（費用はアンナが全額負担）、式にはパオロの母親（父親は既に亡くなっている）にも出席してもらうこと。しかしパオロと母ヴィンチェンツァとは、パオロがゲイであるとカミングアウトして以来3年も絶縁状態なのである。さらに、アントニオの幼馴染で元恋人の女性カミッラが姿を現わし、アントニオをパオロから奪い返そうとさまざまな邪魔をする。
パオロはアントニオ、ベネデッタ、ドナートを連れ、ナポリまで母ヴィンチェンツァに結婚式の招待状を渡しに行くが、けんもほろろに拒絶される。諦めるパオロに、女装癖のあるドナートは自分が女装して母親のふりをすると提案する。アントニオはあり得ないと反対するが、パオロもベネデッタも賛成する。
一方、エンツォはアンナの期待通りに着々と結婚式の準備を進める。村ではゲイカップルの結婚式が村の宣伝になるとして村をあげてのお祝いムードとなる。この事態にもロベルトは息子の結婚を認めることができず、ついにアンナからは結婚式を欠席すれば離婚を請求すると言い渡される。
結婚式を翌日に控え、結婚式を行うことになっていた古い教会の廃墟で火事が起きる。中に人が取り残されていると知ったパオロは迷わず飛び込み、それをアントニオも追う。2人は十字架の下敷きとなって倒れていたロベルトを見つけて救出する。
翌日、村の広場でロベルトが村長として結婚式を執り行う。パオロは母ヴィンチェンツァのふりをしたドナートとバージンロードを歩くが、実はヴィンチェンツァは式に出席していた。パオロと母は抱き合い、ドナートはお役ご免となる。ロベルトはこれまでの自分の言動に対する反省の言葉とともに2人を祝福する。ところが、そこでカミッラが、アントニオがパオロと同棲中に自分と寝たことがあると暴露してしまう。ショックを受けたパオロは母と会場を後にしようとするが、アントニオはそこで「ドント・リーヴ・ミー・ディス・ウェイ」を唄い、改めてパオロへの愛を告白する。愛を再確認した2人は、ベネデッタの歌声に合わせて式の招待客らとともに踊る。

## キャスト
- アントニオ・ブランビッラ: クリスティアーノ・カッカモ（イタリア語版） - ベルリンで活動している俳優。
- パオロ・バイエッロ: サルヴァトーレ・エスポジト - アントニオの同性の婚約者で役者仲間。
- ロベルト・ブランビッラ: ディエゴ・アバタントゥオーノ - アントニオの父。リベラルな村長。ミュージカル嫌い。
- アンナ・ディ・ガストーニ: モニカ・グェリトーレ（イタリア語版） - アントニオの母。
- ドナート・ラヴォーパ: ディーノ・アッブレーシャ（イタリア語版） - アントニオたちの新しい同居人。女装癖のあるバス運転手。情緒不安定。
- ベネデッタ・スタンキ: ディアナ・デル・ブーファロ（イタリア語版） - アントニオの友人で家主。
- カミッラ・フォンテッジ: ベアトリーチェ・アルネラ（イタリア語版） - アントニオの幼馴染で元恋人の女性。ストーカー。
- フランチェスコ・パルミサーニ修道士: アントニオ・カターニア（イタリア語版）
- ヴィンチェンツァ・クイントネ: ロザリア・ドゥルソ - パオロの母。息子とは3年間疎遠。
- エンツォ・ミッチョ（イタリア語版）: 本人 - 著名なウェディングプランナー。

## 製作
共同脚本も務めたアレッサンドロ・ジェノヴェージ監督によれば、脚本を書き始めた時点ではイタリアにはまだ同性婚を認める法律がなかったので、初稿はその状況を反映し、何とかしてイタリアの不条理な状況を明らかにしたいという声明だったが、2016年に下院議会で同性カップルの結婚に準ずる権利を認める「シビル・ユニオン」法が可決されたことを踏まえ、脚本を大きく修正する必要があったとのことである。

## 作品の評価
Rotten Tomatoesによれば、7件の評論のうち高評価は71%にあたる5件で、平均点は10点満点中5.7点となっている。